# Лі Ремік
Лі Енн Ремік (англ. Lee Ann Remick; (14 грудня 1935 , Квінсі, Массачусетс  — 2 липня 1991 , Брентвуд, Каліфорнія ) — американська акторка. Володарка двох «Золотих глобусів», а також номінантка на премії «Оскар» та «Тоні».

## Біографія
Лі Ремік народилася у Массачусетсі 14 грудня 1935 року. У юності відвідувала танцювальну школу, а також акторські курси в коледжі Бернард та Акторську студію у Нью-Йорку. У 1953 році дебютувала на Бродвеї.
Кінодебют Лі Ремік відбувся у 1957 році у фільмі Еліа Казана «Обличчя у натовпі». Далі грала помітні ролі у фільмах «Довге спекотне літо» (1958) і «Анатомія вбивства» (1959). У 1960 році вдруге знялася у Еліа Казана у фільмі «Дика річка» (1960). У 1962 році Ремік була номінована на премію «Оскар» як найкраща акторка за роль Кірстен Арнесен Клей, дружини персонажа Джека Леммона у фільмі «Дні вина та троянд».
У 1966 році Ремік була номінована на премію «Тоні» за роль у бродвейській п'єсі «Дочекайся темряви». Через рік п'єса була екранізована, головну роль в однойменному фільмі зіграла Одрі Гепберн. У 1976 році Ремік зіграла Кетрін Торн, мати Демієна в містичному трилері «Омен».
Від першого чоловіка Білла Коллерана (1957—1968) народила сина Меттью і дочку Кейт. Її другим чоловіком був британський продюсер Кіп Говенс (1970—1991). 
Лі Ремік померла 2 липня 1991 року від раку в своєму будинку в Лос-Анджелесі у віці 55 років. 
За внесок у кіноіндустрію Лі удостоєна зірки на Голлівудській алеї слави.

## Вибрана фільмографія
| Рік  |    | Українська назва         | Оригінальна назва           | Роль                 |
| ---- | -- | ------------------------ | --------------------------- | -------------------- |
| 1957 | ф  | Обличчя в натовпі        | A Face in the Crowd         | Бетті Лу Флеккум     |
| 1958 | ф  | Довге спекотне літо      | The Long, Hot Summer        | Юла Варнер           |
| 1959 | ф  | Анатомія вбивства        | Anatomy of a Murder         | Лора Меніон          |
| 1960 | ф  | Дика ріка                | Wild River                  | Керол Гарт Болдвін   |
| 1962 | ф  | Експеримент із жахом     | Experiment in Terror        | Келлі Шервуд         |
| 1962 | ф  | Дні вина та троянд       | Days of Wine and Roses      | Кірстен Арнесен Клей |
| 1963 | ф  | Та людина, що біжить     | The Running Man             | Стелла Блек          |
| 1969 | ф  | Важкий контракт          | Hard Contract               | Шейла Меткаф         |
| 1970 | ф  | Іноді Велика Ідея        | Sometimes a Great Notion    | Вів Стемпер          |
| 1976 | ф  | Омен                     | Omen                        | Кетрін Торн          |
| 1977 | ф  | Телефон                  | Telefon                     | Барбара              |
| 1978 | ф  | Дотик медузи             | The Medusa Touch            | доктор Зонфельд      |
| 1979 | ф  | Європейці                | The Europeans               | Євгенія Янг          |
| 1980 | ф  | Нагорода                 | Tribute                     | Меггі Стреттон       |
| 1988 | ф  |                          | Emma's War                  | Енн Ґрейндж          |
| 1989 | тф | Навколо світу за 80 днів | Around the World in 80 Days | Сара Бернар          |

## Нагороди
- Приз за найкращу жіночу роль МКФ у Сан-Себастьяні 1963 року за фільм "Дні вина та троянд"
- Премія Срібна мушля найкращій акторці, 1964
- Золотий глобус 1974 — «Найкраща драматична телевізійна акторка» («Блакитний лицар»)
- Золотий глобус 1976 — «Найкраща драматична телевізійна акторка» («Леді Рендольф Черчілль»)
- BAFTA 1975 — «Найкраща телевізійна акторка» («Дженні: Леді Рендольф Черчілль»)